# Salvador Barberà
Salvador Barberà Sández (Barcelona, 1946) es un economista y matemático español, considerado una autoridad a nivel internacional en la teoría de la elección social y las aplicaciones de la teoría de juegos.

## Biografía
Hijo de un pequeño empresario, estudió en el Liceo Francés de Barcelona. Comenzó a cursar Ciencias Económicas en la Universidad de Barcelona, donde coincidió con Andreu Mas-Colell, Alfred Pastor Bodmer y Xavier Calsamiglia i Blancafort y colaboró en la organización clandestina del Sindicat Democràtic d'Estudiants de la Universitat de Barcelona (SDEUB), razón por la que tuvo que continuar los estudios y se licenció en 1968 en la Universidad de Bilbao. Después de hacer el servicio militar en Ceuta se estableció en Estados Unidos, donde en 1975 se doctoró en Economía en la Universidad Northwestern. Regresó a España y trabajó como profesor agregado en la Universidad Autónoma de Madrid y en la Universidad del País Vasco, hasta que en 1988 obtuvo la cátedra de Análisis Económico en la Universidad Autónoma de Barcelona. Ese mismo año fue elegido fellow de la Econometric Society.
En 2000 fundó y presidió la Asociación Española de Economía. Ha publicado numerosos artículos sobre la teoría de la elección social, con aportaciones en el diseño de mecanismos de elección no manipulables. De 1984 a 1988 fue miembro del Consejo de Universidades elegido por el Congreso de los Diputados. De 1999 a 2004 fue director de la Institució Catalana de Recerca i Estudis Avançats (ICREA) dependiente de la Generalidad de Cataluña y de 2004 a 2006 fue secretario general de Política Científica y Tecnológica en el primer gobierno de José Luis Rodríguez Zapatero. En 1996 fue galardonado con el Premio Rey Juan Carlos I de Economía, en 2008 con el Premio Rey Jaime I de Economía por la Generalidad Valenciana y en 2010 con el Premio Nacional de Investigación Pascual Madoz. Es doctor honoris causa por la Universidad Pablo Olavide desde 2007.